# Перелік наукових фахових видань з політичних наук
Наукові фахові видання з політичних наук, затверджені Державною атестаційною комісією МОН України (до 2011 року  ВАК України, постанови якої щодо внесення видань до переліку фахових залишаються чинними).

## Друковані

### Журнали
- Економічний часопис-XXI
- Зовнішні справи
- Науково-теоретичний і громадсько-політичний альманах «Грані»
- Освіта регіону
- Перспективи. Соціально-політичний журнал
- Політичний менеджмент
- Стратегічна панорама

### Збірники наукових праць
- Актуальні проблеми міжнародних відносин
- Актуальні проблеми політики
- Аналітика і влада
- Вибори та демократія
- Вісник Державної академії керівних кадрів культури і мистецтв
- Вісник Дніпропетровського університету. Серія: філософія, соціологія, політологія
- Вісник Київського національного університету імені Тараса Шевченка. Міжнародні відносини
- Вісник Київського національного університету імені Тараса Шевченка. Філософія. Політологія
- Вісник Львівського університету. Серія філософсько-політологічні студії
- Вісник Національного технічного університету України «Київський політехнічний інститут». Політологія. Соціологія. Право
- Вісник Національного університету «Юридична академія імені Ярослава Мудрого». Серія: Філософія, філософія права, політологія, соціологія
- Вісник Національної академії державного управління при Президентові України
- Вісник Одеського національного університету. Соціологія і політичні науки
- Вісник СевНТУ. Серія «Політологія»
- Вісник Харківського національного університету. Серія «Питання політології»
- Вчені записки Таврійського національного університету імені В. І. Вернадського. Серія «Філософія. Культурологія. Політологія. Соціологія».
- Гілея: науковий вісник.
- Гуманітарні студії
- Держава і право
- Дослідження світової політики. Збірник наукових праць
- Історико-політичні проблеми сучасного світу
- Магістеріум. Політичні студії
- Науковий вісник
- Науковий вісник Волинського національного університету імені Лесі Українки. Міжнародні відносини
- Науковий вісник Дипломатичної академії України
- Науковий вісник Міжнародного гуманітарного університету. Серія: Історія. Філософія. Політологія
- Науковий вісник Чернівецького національного університету імені Юрія Федьковича. Серія: історія, політологія, міжнародні відносини
- Науковий часопис НПУ імені М. П. Драгоманова. Серія: Політичні науки та методика викладання соціально-політичних дисциплін
- Наукові записки Інституту політичних і етнонаціональних досліджень ім. І. Ф. Кураса НАН України
- Наукові записки Київського університету туризму, економіки і права. Серія: філософські науки
- Наукові записки НАУКМА. Політичні науки
- Наукові праці МАУП
- Наукові праці. Серія: політологія
- Науково-теоретичний і громадсько-політичний альманах «Грані»
- Нова парадигма
- Панорама політологічних студій: науковий вісник Рівненського державного гуманітарного університету
- Політологічний вісник
- Політологічні записки
- Політологічні та соціологічні студії
- Порівняльно-правові дослідження
- Проблеми міжнародних відносин
- Слов'янський вісник
- Стратегічні пріоритети
- Сучасна українська політика
- Українознавчий альманах
- Українська національна ідея: реалії та перспективи розвитку
- Філософія і політологія в контексті сучасної культури.

### Електронні видання
- Міжнародні відносини. Серія: Політичні науки